# Julia Boserup
Julia Boserup (* 9. September 1991 in Santa Monica, Kalifornien) ist eine ehemalige US-amerikanische Tennisspielerin.

## Karriere
Boserup begann mit fünf Jahren mit dem Tennisspielen. Sie spielt überwiegend auf Turnieren des ITF Women’s Circuit, bei denen sie bereits drei Einzel- und einen Doppeltitel gewinnen konnte. Ihren größten Erfolg auf der WTA Tour erreichte sie mit dem Einzug ins Viertelfinale der Monterrey Open 2014. 2016 gelang ihr als Qualifikantin der Einzug in die dritte Runde der Einzelkonkurrenz in Wimbledon, in der sie sich Jelena Wesnina in zwei knappen Sätzen geschlagen geben musste. 2019 beendete sie verletzungsbedingt ihre Karriere.

## Turniersiege

### Einzel
| Nr. | Datum              | Turnier  | Kategorie   | Belag     | Finalgegnerin     | Ergebnis      |
| --- | ------------------ | -------- | ----------- | --------- | ----------------- | ------------- |
| 1.  | 18. September 2011 | Redding  | ITF $25.000 | Hartplatz | Olga Putschkowa   | 6:4, 2:6, 6:3 |
| 2.  | 5. Februar 2012    | Santa Fe | ITF $25.000 | Hartplatz | Lauren Davis      | 6:0, 6:3      |
| 3.  | 17. Mai 2015       | Raleigh  | ITF $25.000 | Sand      | Samantha Crawford | 6:3, 6:2      |

### Doppel
| Nr. | Datum           | Turnier   | Kategorie   | Belag     | Partnerin    | Finalgegnerinnen                      | Ergebnis |
| --- | --------------- | --------- | ----------- | --------- | ------------ | ------------------------------------- | -------- |
| 1.  | 4. Oktober 2015 | Las Vegas | ITF $50.000 | Hartplatz | Nicole Gibbs | Paula Cristina Gonçalves Sanaz Marand | 6:3, 6:4 |